# Sitapha Savané
Sitapha Savané   (Dakar, 20 d'agost de 1978) és un exjugador professional de bàsquet senegalès amb passaport espanyol que jugava com a pivot.

## Carrera esportiva
Savané es va formar a l'Acadèmia Naval de l'NCAA nord-americana, on hi va romandre tres temporades. L'any 2000, en acabar la seva etapa universitària, passà al bàsquet espanyol fitxant pel Menorca Bàsquet de la lliga LEB. La temporada següent va passar al Tenerife on va romandre tres temporades, les dues primeres a la lliga LEB i l'última a l'ACB amb el llavors Unelco Tenerife. Amb l'equip tinerfeny va ser subcampió de la Copa Príncep d'Astúries (2002) i de lliga LEB (2003).
A la temporada 2004-05 fitxà pel CB Gran Canària, club amb el qual romangué vuit anys seguits, aconseguint la capitania del club i diversos rècords de l'equip. A la temporada 2011-12 es deslligà del CB Gran Canària, i unes setmanes més tard s'incorporà al Club Joventut de Badalona, també de la Lliga ACB, on hi va jugar tres temporades. La temporada 2015-16 torna a l'Herbalife Gran Canaria, arribant a ser subcampió de Copa. La temporada 2016-17 fitxa pel Movistar Estudiantes. Després de dues temporades a l'equip madrileny anuncia la seva retirada com a jugador professional.

### Distincions personals
- Màxim taponador de l'ACB 2003-04: 64 taps; 2,13 per partit (Tenerife CB)
- Màxim encistellador històric del CB Gran Canaria.[1]

### Selecció
Savané ha estat internacional absolut amb la selecció de bàsquet del Senegal, participant en el Campionat del món de 2006.